# Повелитель иллюзий
«Повелитель иллюзий» (англ. Lord Of Illusions) — фильм ужасов, триллер, поставленный режиссёром Клайвом Баркером по собственному сценарию, основанному на его же рассказе «Последняя иллюзия» (англ. The Last Illusion). Премьера фильма состоялась 25 августа 1995 года.

## Сюжет
Группа сектантов убивает своего духовного лидера Никса. В наши дни детектив Гарри д’Амур, наблюдая выступление знаменитого иллюзиониста Филиппа Свонна, вместе с остальными зрителями становится свидетелем необычной смерти иллюзиониста — в ходе выступления что-то выходит из-под контроля, и на тело Свонна падают мечи и пронзают его. Помощник Свонна, от имени жены погибшего, Доротеи, нанимает этого самого детектива для расследования. Но чем дальше Гарри продвигается в раскрытии преступления, тем больше смертей встречается на его пути.

## В ролях
- Скотт Бакула — детектив Гарри д’Амур
- Кевин О’Коннор — Филипп Свонн
- Фамке Янссен — Доротея Свонн
- Эшли Тезоро — юная Доротея
- Джозеф Латимор — Каспар Куэйд
- Уэйн Грейс — Лумис
- Даниэль фон Барген[англ.] — Никс
- Иордания Мардер — Рей Миллер
- Барри Дель Шерман[англ.] — Баттерфилд
- Джоэл Светов[англ.] — Валентин
- Винсент Скоявелли — Винович
- Барри Шабака Хенли — доктор Тоффлер

## Критика
Фильм получил неоднозначные отзывы критиков. На агрегаторе рецензий Rotten Tomatoes рейтинг одобрения составляет 58% на основе отзывов 26 критиков со средней оценкой 5,1 из 10. Критический консенсус сайта гласит, что фильм «может стать своего рода разочарованием в контексте лучших работ сценариста и режиссера Клайва Баркера, но поклонники жанра неплохо отдохнут».

## Режиссерская версия
Посмотрев версию фильма Баркера, MGM решила, что она слишком длинная и слишком много времени потрачено на сцены диалогов, которые происходят между сценами, а также на элементы смерти или ужасов. MGM настояла на удалении примерно двенадцати с половиной минут из фильма, и Баркер согласился, при условии, что режиссерская версия будет выпущена позже. Режиссерская версия изначально была выпущена на VHS и LaserDisc, затем на DVD и стриминговых сервисах и не имела рейтинга, тогда как релиз в кинотеатрах получил рейтинг R от MPAA.